# Kamēr...
Le chœur Kamēr… (« Alors que… », en letton) est une chorale mixte de jeunes, fondée en 1990. Fondée en 1990 à Riga par Māris Sirmais (lv), qui la dirige jusqu'en 2012, elle est par la suite dirigée par Jānis Liepiņš (lv) jusqu'à 2018, et par Aivis Greters depuis.
Elle est notamment connue pour avoir remporté trois fois le grand prix européen de chant choral, en 2004, 2013 et 2019.

## Histoire
Le chœur est fondé en 1990 par Māris Sirmais (lv), qui le dirige de 1990 à 2012. À cette date, c'est Jānis Liepiņš (lv) qui prend le relais et dirige le chœur durant six ans. De 2018 à 2022, la direction chorale est assurée par Aivis Greters (né en 1993), lui-même ancien chanteur de la formation, et par Patriks Kārlis Stepe (né en 1998). Les professeurs de chant qui forment les choristes sont Jolanta Strikaite-Lapiņa et Ansis Sauka. Le 8 juin 2022, c'est Jurģis Cābulis qui est annoncé comme nouveau chef de hœur

## Récompenses
Kamēr… est en 2020 la seule chorale à avoir remporté le grand prix européen de chant choral à trois reprises (en 2004, 2013 et 2019).
En 1999, la chorale remporte le premier prix du festival choral international de Marktoberdorf. En 2006, aux World Choir Games qui ont lieu à Xiamen, la chorale gagne la médaille d'or dans la septième catégorie (chœur mixte), dans la dix-septième (musique sacrée) et dans la dix-neuvième (musique contemporaine). Les 23 et 24 septembre 2016, la chorale remporte le concours Harald Andersén à Helsinki.